# Okango
Okango es un barrio rural de la población vizcaína de Bérriz y uno de los siete barrios con los que cuenta esta anteiglesia. Okango limita en dirección este con las poblaciones de Mallavia y Zaldívar. 
Siendo un barrio extenso, las primeras casas del barrio están tocando el área urbana de Olakueta y las últimas tocando el área urbana de Zaldívar. En este último caso, se da la situación de que varias casas, el Convento de las Carmelitas Descalzas de Zaldibar e incluso la antigua estación de trenes forman parte natural del área urbana de Zaldibar aunque en realidad están ubicadas dentro del barrio de Okango.
El barrio es atravesado de un lado al otro por el sendero de Gran Recorrido (GR) GR-229 Mikeldi, que es también el más conocido de los cuatro senderos (GR-229, GR-38, GR-123 y GR-282) que pasan por el Duranguesado.
El código postal de Okango es el 48240

## Monumentos de interés
El barrio posee varios caseríos de gran interés arquitectónico, como el de Aranguren, Aransolo, Bertoita, Olabe o Armotxa.
En el barrio se encuentra también el Convento de las Carmelitas Descalzas de Zaldibar, que anteriormente estaba en la población que le da nombre pero que, tras las inundaciones de 1963 que costaron la vida de tres monjas, cambió su ubicación a un alto desde el que se ve todo el pueblo de Zaldíbar pero que territorialmente pertenece a Okango. Ese segundo convento fue terminado en 1968 y en 2004 fue demolido y en su lugar se construyó uno más pequeño y moderno que es el que actualmente acoge a la congregación.
Además, en el barrio se ubica la ermita de San Miguel, probablemente del siglo XVI. San Miguel es también el santo patrón del barrio, por lo que las fiestas locales se celebran el 29 de septiembre, fecha en la que los habitantes del barrio, tras celebrar la misa en honor al patrono, se reúnen alrededor de la ermita y realizan diferentes actos festivos, siendo muy tradicionales los juegos de bolos y muy famosa la degustación de morcillas.

## Gentilicio
Según la Real Academia de la Lengua Vasca (Euskaltzaindia) el gentilicio de los habitantes de Okango es okangar.

## Geoposición
UTM: ETRS89 30T X.536245 Y.4779975
Coordenadas: Lon.2º33'10"W - Lat.43º10'22"N

## Demografía
| 2000 | 2001 | 2002 | 2003 | 2004 | 2005 | 2006 | 2007 | 2008 | 2009 | 2010 | 2011 | 2012 | 2013 | 2014 | 2015 | 2016 | 2017 | 2018 |
| ---- | ---- | ---- | ---- | ---- | ---- | ---- | ---- | ---- | ---- | ---- | ---- | ---- | ---- | ---- | ---- | ---- | ---- | ---- |
| 182  | 163  | 157  | 149  | 151  | 164  | 161  | 167  | 166  | 168  | 168  | 162  | 155  | 164  | 164  | 167  | 168  | 166  | 156  |